# Janusz Anuszewski
Janusz Anuszewski (ur. 20 listopada 1925 w Warszawie, zm. 11 lutego 2003) – polski działacz partyjny i państwowy, ekonomista oraz inżynier budownictwa, zastępca przewodniczącego Komisji Planowania przy Radzie Ministrów (1968–1971), podsekretarz stanu w Ministerstwie Budownictwa i Przemysłu Materiałów Budowlanych (1971–1975).

## Życiorys
Syn Władysława i Jadwigi. Podczas okupacji uczył się na tajnych kompletach prowadzonych przez nauczycieli XVII Państwowego Gimnazjum przy ul. Polnej w Warszawie, równocześnie od 1943 do 1944 praktykował w zakładzie elektrotechnicznym. Został wcielony do ludowego Wojska Polskiego, w którym służył od stycznia 1945 do marca 1947, dochodząc do rangi sierżanta-podchorążego. Następnie pracował jako zastępca kierownika finansów w Warszawskiej Spółdzielni Ogrodniczej (1947–1948) i przedsiębiorstwach budowlanych, awansując od pracownika fizycznego do głównego księgowego (1948–1950). W 1948 zdał maturę w IV Miejskim Gimnazjum w Warszawie, następnie studia w Szkole Głównej Planowania i Statystyki (pierwszy stopień w 1951, drugi stopień w 1964 na Wydziale Ekonomiki Produkcji). Ponadto w 1963 został absolwentem Wydziału Budownictwa Lądowego Wieczorowej Szkoły Inżynierskiej w Warszawie. Od 1950 do 1951 należał do Zrzeszenia Studentów Polskich, a od 1960 do Polskiej Zjednoczonej Partii Robotniczej.
W latach 1951–1955 kierownik ds. planowania w Centralnym Zarządzie Budownictwa w Warszawie. Następnie był dyrektorem Przedsiębiorstwa Budownictwa Miejskiego Warszawa-Południe (1959–1963) i Zjednoczenia Przemysłu Betonów przy Ministerstwie Budownictwa i Przemysłu Materiałów Budowlanych (1963–1965) oraz dyrektorem naczelnym Banku Inwestytycyjnego (1965–1968). Zajmował stanowisko zastępcy przewodniczącego Komisji Planowania przy Radzie Ministrów (grudzień 1968 – luty 1971) oraz podsekretarza stanu w Ministerstwie Budownictwa i Przemysłu Materiałów Budowlanych (luty 1971 – lipiec 1975). W latach 1975–1980 wicedyrektor ds. Programu Rządowego PR-5 w Centralnym Ośrodku Badawczo-Projektowym Budownictwa Ogólnego, a od 1980 dyrektor ds. techniki i rozwoju w Zjednoczeniu Budownictwa „Warszawa”.
Od 1950 był żonaty z arystokratką Heleną Jaroszyńską herbu własnego, mieli córkę Teresę.

## Odznaczenia
W 1969 odznaczony Orderem Sztandaru Pracy II klasy.  W 1973 odznaczony Medalem Komisji Edukacji Narodowej za działalność w Społecznym Funduszu Budowy Szkół i Internatów.